# Euthysanius horni
Euthysanius horni is een keversoort uit de familie Cebrionidae. De wetenschappelijke naam van de soort is voor het eerst geldig gepubliceerd in 1928 door Fall.